# Juanito Gómez
Juan Gómez González, mais conhecido como Juanito (Fuengirola, 10 de novembro de 1954 - Calzada de Oropesa, 2 de abril de 1992), foi um futebolista e técnico de futebol espanhol.

## Biografia

### Carreira
Nascido em Fuengirola, Málaga, Juanito iniciou sua carreira na equipe juvenil do clube local, transferindo-se para o Atlético de Madrid em 1972. Ainda menor de idade, ele teria falsificado seus documentos para poder jogar na equipe sub-18. Marcou dois gols em sua partida de estréia, mas uma tíbia fraturada encerrou sua temporada no Atlético, sem que ele nunca houvesse jogado pelo time principal .
Mais tarde, jogando por empréstimo no Burgos CF, Juanito ajudou a equipe a conquistar o campeonato da Segunda Divisão Espanhola na temporada 1975-76. Na temporada seguinte, ele fez sua estréia na Liga com uma vitória de 2 a 1 sobre a equipe do RCD Espanyol. Por sua atuação na temporada 1976-77, Juanito recebeu o Prêmio Don Balón de Melhor Futebolista Espanhol do Ano.[carece de fontes?]
Juanito logo atraiu a atenção do Real Madrid, que assinou com o jogador em junho de 1977. Tornou-se um membro proeminente da equipe, que também contava com os talentosos Santillana, Uli Stielike, Vicente del Bosque e José Antonio Camacho. Após marcar dez gols em sua temporada de estréia, ele foi fundamental nas conquistas de cinco títulos de La Liga, duas Copas do Rei e duas Copas da UEFA  . Entre seus destaques pessoais estão os dois gols marcados na final da Copa do Rei de 1980, parte da goleada de 6 a 1 sobre o Castilla CF. Em 11 de maio de 1983, marcou o único gol do Real Madrid na final da Copa dos Campeões da UEFA, em que o time espanhol foi derrotado pelo Aberdeen por 2 a 1. Na temporada 1983-84 de La Liga, Juanito ganhou o Troféu Pichichi, como artilheiro da competição, com 17 gols . Em suas dez temporadas atuando pelo Real Madrid, ele disputou 401 jogos e marcou 121 gols. Também disputou 55 jogos em várias competições europeias, com mais 17 gols.
Depois de deixar o Real Madrid, Juanito jogou por duas temporadas no CD Málaga, antes de se aposentar, em 1989 (depois de alguns jogos como amador em seu primeiro clube, o Fuengirola). Em seguida, ele iniciou um trabalho como técnico do CP Mérida, levando a equipe da Estremadura à Segunda Divisão Espanhola na temporada 1991-92 .

### Seleção espanhola
Juanito jogou 34 vezes pela Seleção Espanhola, marcando oito gols. Sua estreia foi em 10 de outubro de 1976, em Sevilha, contra a Seleção Iugoslava, pelas eliminatórias para a Copa do Mundo de 1978.[carece de fontes?]
Ele representou a Espanha nas Olimpíadas de Montreal (1976), nas Copas do Mundo da Argentina (1978) e da Espanha (1982) e na Copa da UEFA (1980).[carece de fontes?]

## Temperamento
Durante sua carreira, Juanito foi protagonista de vários incidentes: em 1978, ele recebeu uma suspensão de dois anos após agredir o bandeirinha Adolf Prokop, em um jogo contra o Grasshopper Club Zürich ; em uma partida da Copa da UEFA contra o Neuchâtel Xamax, ele cuspiu no ex-companheiro Uli Stielike; em 1988, ele foi suspenso por cinco anos por pisar no rosto de Lothar Matthäus, numa partida contra o Bayern de Munich .

### Morte
Juanito morreu em 2 de abril de 1992, num acidente automobilístico, quando retornava a Mérida após assistir à partida entre Real Madrid e Torino pela Copa da UEFA.

## Gols internacionais
| #  | Data                    | Local                                      | Adversário | Placar | Resultado | Edição                                     |
| -- | ----------------------- | ------------------------------------------ | ---------- | ------ | --------- | ------------------------------------------ |
| 1. | 27 de outubro de 1977   | Estádio José Rico Pérez, Alicante, Espanha | Hungria    | 1–1    | 1–1       | Jogo amistoso                              |
| 2. | 4 de outubro de 1978    | Estádio Maksimir, Zagreb, Iugoslávia       | Iugoslávia | 0-1    | 0–2       | Eliminatórias - Campeonato Europeu de 1980 |
| 3. | 24 de setembro de 1980  | Estádio Puskás Ferenc, Budapeste, Hungria  | Hungria    | 0–1    | 2–2       | Jogo amistoso                              |
| 4. | 18 de fevereiro de 1981 | Estádio Vicente Calderón, Madri, Espanha   | França     | 1–0    | 1–0       | Jogo amistoso                              |
| 5. | 23 de junho de 1981     | Estádio Azteca, Cidade do México, México   | México     | 0-1    | 1–3       | Jogo amistoso                              |
| 6. | 23 de junho de 1981     | Estádio Azteca, Cidade do México, México   | México     | 0–2    | 1–3       | Jogo amistoso                              |
| 7. | 28 de junho de 1981     | Estádio Olímpico, Caracas, Venezuela       | Venezuela  | 0-1    | 0-2       | Jogo amistoso                              |
| 8. | 20 de junho de 1982     | Estádio de Mestalla, Valência, Espanha     | Iugoslávia | 1-1    | 2–1       | Copa do Mundo de 1982                      |

## Títulos
| Campeonato             |             |                                                   |
| Campeonato             | Clube       | Temporada                                         |
| ---------------------- | ----------- | ------------------------------------------------- |
| Copa da UEFA           | Real Madrid | 1984-1985 1985-1986                               |
| La Liga                | Real Madrid | 1977-1978 1978-1979 1979-1980 1985-1986 1986-1987 |
| Copa do Rei            | Real Madrid | 1979-1980 1981-1982                               |
| Copa da Liga Espanhola | Real Madrid | 1984-1985                                         |

## Prêmios individuais
| Prêmio           |                             |           |
| Prêmio           | Distinção                   | Temporada |
| ---------------- | --------------------------- | --------- |
| Don Balón        | Futebolista Espanhol do Ano | 1976-1977 |
| Troféu Pichichi* | Artilheiro da Temporada     | 1983-1984 |

* Ao lado de Jorge da Silva.